# Ostricourt
Ostricourt je francouzská obec v departementu Nord v regionu Hauts-de-France. Žije zde přibližně 6 000 obyvatel.

## Geografie
Obec leží u hranic departementu Nord s departementem Pas-de-Calais.

### Sousední obce
| Růžice kompasu |                         | Wahagnies                      | Thumeries                | Růžice kompasu |
| Růžice kompasu | Oignies (Pas-de-Calais) | Sever                          |                          | Růžice kompasu |
| Růžice kompasu | Oignies (Pas-de-Calais) | Ostricourt                     |                          | Růžice kompasu |
| Růžice kompasu | Oignies (Pas-de-Calais) | Jih                            |                          | Růžice kompasu |
| Růžice kompasu | Dourges (Pas-de-Calais) | Évin-Malmaison (Pas-de-Calais) | Leforest (Pas-de-Calais) | Růžice kompasu |